# Inami (Wakayama)
Inami (印南町?) è una cittadina giapponese della prefettura di Wakayama.